# Jennifer Harman
Jennifer Harman-Traniello, född 29 november 1964 i Reno, Nevada, är en amerikansk pokerspelare. 
Hon växte upp i Reno och började spela poker tidigt. Hon tog examen från University of Nevada, Reno. Hennes första vinst i World Series of Poker (WSOP) fick hon 2000, i 2-7 draw. Det var första gången hon spelade det spelet, hon fick en kort handledning i spelet av Howard Lederer innan turneringen. 2002 vann hon sitt andra WSOP-armband i limit hold'em. 2004 tog hon ett års paus från pokerspelandet för att genomgå en njurtransplantation. Hon skrev då även avsnittet om limit hold'em till Doyle Brunsons bok Super/System 2. Efter transplantationen har hon bland annat kommit tvåa i en H.O.R.S.E.-turnering i det första World Series of Poker Europe 2007, nått finalbord i en World Poker Tour-turnering 2008 samt två i WSOP 2010. Hennes sammanlagda turneringsvinster uppgår till drygt $2,5 miljoner. Förutom turneringar spelar hon regelbundet cash games i "The Big Game" på Bellagio i Las Vegas. Hon har även medverkat i TV-program som High Stakes Poker och Poker After Dark.
Harman har tidigare varit tillsammans med Todd Brunson och varit gift med Marco Traniello. Hon var medlem i Team Full Tilt på pokersajten Full Tilt Poker.